# Z30 (есмінець)
Z30 (нім. Z 30) — військовий корабель, ескадрений міноносець типу 1936A Кріґсмаріне за часів Другої світової війни.
Есмінець Z30 15 квітня 1940 року закладений на верфі заводу Deutsche Schiff- und Maschinenbau, AG Weser у Бремені, 8 грудня 1940 року спущений на воду, а 15 листопада 1941 року введений до складу військово-морських сил Третього Рейху. Корабель брав участь у бойових діях в атлантичних та арктичних водах, біля берегів Європи. Наприкінці 1943 року Z30 брав участь у битві у Баренцовому морі. Надалі діяв поблизу Норвегії. Після капітуляції нацистської Німеччини есмінець був переданий до Великої Британії, як контрибуція, проте за призначенням не використовувався. Німецький есмінець слугував дослідним судном для вивчення підводних вибухів. 1948 році проданий на брухт.

## Історія служби
У липні 1942 року Z30 взяв участь у підготовці операції «Рессельшпрунг», спробі німецького флоту перехопити конвой PQ 17. «Адмірал Шеєр» з однотипним «Лютцовим» утворили одну групу в Нарвіку з Z30 та ще чотирма есмінцями, тоді як лінійний корабель «Тірпіц» і «Адмірал Гіппер» складали іншу. Під час руху до рандеву в Алта-фіорді, «Лютцов» та три есмінці ескорту «Тірпіца» наразилися на мілину, змусивши всю групу відмовитися від участі в операції.
5–8 вересня Z30 з однотипним Z29 та есмінцем Z4 «Ріхард Бейтцен» заклали мінне поле в протоці Кара між Новою Землею та островом Вайгач. Пізніше, з 24 по 28 вересня есмінець взяв участь в операції «Зарін» — постановці мінних загороджень біля узбережжя Нової Землі разом з крейсером «Адмірал Гіппер» та однотипними есмінцями Z23, Z28 та Z29.
13–15 жовтня Z30 з есмінцями Z27, Z4 «Ріхард Бітзен» та Z16 «Фрідріх Еккольдт» встановили мінне поле біля півострова Канін у гирлі Білого моря, внаслідок підриву на одній з цих мін затонув радянський криголам «Мікоян». Через три тижні ті ж чотири есмінці супроводжували крейсер «Адмірал Гіппер», коли той намагалася перехопити торгові судна союзників, які самостійно проходили до радянських портів на початку листопада. Німецькі бойові кораблі перехопили та потопили радянський нафтовий танкер «Донбас» та мисливець за підводними човнами БО-78.

#### Бій у Баренцовому морі
30 грудня 1942 року важкі крейсери «Лютцов» та «Адмірал Гіппер» у супроводі шести есмінців, у тому числі Z30, вийшли з Нарвіка для проведення операції «Регенбоген» — напад на конвой JW 51B, який, за даними німецької розвідки йшов з Лох Ю до радянського Мурманська й мав лише легкі сили ескорту. Для проведення операції виділили оперативну групу німецького флоту у складі важкого крейсера «Адмірал Гіппер», «кишенькового» лінкора «Лютцов» і шести есмінців. За планом віцеадмірала Оскара Кумметца німецькі сили ділилися навпіл: одне угруповання з крейсером «Адмірал Гіппер», есмінцями Z4 «Ріхард Бейтцен», Z16 «Фрідріх Еккольдт» та Z29 мало атакувати конвой з півночі, відволікаючи головні сили ескорту на себе. Потім друге угруповання — крейсер «Лютцов» та три есмінці — Z30, Z6 «Теодор Рідель» та Z31 — атакували б незахищені транспортні судна конвою з півдня.
Британський есмінець «Обд'юрет», виконуючи бойове завдання з супроводження, першим наразився на німецькі бойові кораблі. Попри довгий і наполегливий обстріл конвою, британці, не втративши жодного транспортного судна конвою, зуміли відбити атаку німців. У морському бою з боку британського флоту загинули ескадрений міноносець «Акейтіз» та тральщик «Бремблі». Німецький флот втратив есмінець Z16 «Фрідріх Еккольдт», який вогнем корабельних гармат знищили британські крейсери «Шеффілд» і «Джамайка», котрих німці в сутінках помилково прийняли за власні крейсери.
У вересні 1943 року есмінець брав участь в операції «Цитронелла», рейді Крігсмаріне на норвезький острів Шпіцберген. Під час місії у Z30 влучили снаряди берегової артилерії, спричинивши незначні ушкодження.
25 грудня 1943 року Z30 включили до складу сил підтримки лінкора «Шарнгорст» під час операції «Остфронт», спробі перехопити британський конвой JW 55B, який прямував до Радянського Союзу. Наступного дня всі кораблі ескорту лінкора були повернуті на базу, щоб збільшити ймовірність перехоплення конвою і не взяли участі в наступній битві поблизу мису Нордкап.
20 жовтня 1944 року під час супроводження конвою, Z30 наразився на міну в Осло-фіорді, яка його понівечила. Вибух зруйнував кормовий відсік корабля, знищив ліву турбіну, заклинив карданний вал на правій та завдав великого удару всьому есмінцю. Z30 перебував на ремонті в Осло, але вони ще не були завершені, коли 8 травня 1945 року Німеччина здалася. Через шість днів есмінець був знятий з експлуатації.